# Aleksei Pomerko
Aleksei Sergeyevich Pomerko (tiếng Nga: Алексей Серге́евич Померко; sinh ngày 3 tháng 5 năm 1990) là một cầu thủ bóng đá chuyên nghiệp người Nga, hiện đang thi đấu cho PFC Sochi.

## Sự nghiệp câu lạc bộ
Anh ra mắt chuyên nghiệp tại Russian First Division năm 2008 cho FC Torpedo Moskva.

## Thống kê sự nghiệp
Tính đến 12 tháng 8 năm 2014
| Mùa giải | Câu lạc bộ                | Giải vô địch quốc gia       | Giải vô địch quốc gia | Giải vô địch quốc gia | Cúp  | Cúp | Châu Âu | Châu Âu | Khác | Khác | Tổng cộng | Tổng cộng |
| Mùa giải | Câu lạc bộ                | Hạng                        | Trận                  | Bàn                   | Trận | Bàn | Trận    | Bàn     | Trận | Bàn  | Trận      | Bàn       |
| -------- | ------------------------- | --------------------------- | --------------------- | --------------------- | ---- | --- | ------- | ------- | ---- | ---- | --------- | --------- |
| 2009     | Amkar Perm                | Giải bóng đá ngoại hạng Nga | 10                    | 0                     | 1    | 0   | -       | -       | -    | -    | 11        | 0         |
| 2010     | Amkar Perm                | Giải bóng đá ngoại hạng Nga | 6                     | 0                     | 1    | 0   | -       | -       | -    | -    | 7         | 0         |
| 2011–12  | Lokomotiv-2 Moskva (mượn) | Russian Second Division     | 14                    | 0                     | 2    | 0   | -       | -       | -    | -    | 16        | 0         |
| 2011–12  | Volga Nizhny Novgorod     | Giải bóng đá ngoại hạng Nga | 2                     | 0                     | 0    | 0   | -       | -       | 0    | 0    | 0         | 1         |
| 2012–13  | Khimki (mượn)             | Giải bóng đá Quốc gia Nga   | 28                    | 1                     | 3    | 0   | -       | -       | -    | -    | 31        | 1         |
| 2013–14  | Shinnik                   | Giải bóng đá Quốc gia Nga   | 22                    | 1                     | 2    | 0   | -       | -       | -    | -    | 24        | 1         |
| 2013–14  | F.K. Krasnodar            | Giải bóng đá ngoại hạng Nga | 5                     | 0                     | 0    | 0   | -       | -       | -    | -    | 5         | 0         |
| 2014–15  | F.K. Krasnodar            | Giải bóng đá ngoại hạng Nga | 1                     | 0                     | 0    | 0   | 4       | 0       | -    | -    | 5         | 0         |
| Tổng     | Nga                       | Nga                         | 88                    | 0                     | 9    | 0   | 4       | 0       | 0    | 0    | 101       | 0         |
| Tổng     | Tổng                      | Tổng                        | 88                    | 0                     | 9    | 0   | 4       | 0       | 0    | 0    | 101       | 0         |